# 漢字復活論
漢字復活論（かんじふっかつろん）とは、元々は漢字文化圏にあったが、漢字廃止論により漢字を一旦破棄した国家の漢字を見直す機運・主張を指す。ここでは漢字を国語の正書法としては正式に廃止した北朝鮮とベトナム、及び漢字教育を廃止もしくは制限することにより普及度が極端に低くなった韓国の状況について述べる。

## 朝鮮半島

### 大韓民国
現在、大韓民国（韓国）で日常的に漢字混用をする事例は漢文関係の書籍を除けば仏教、法学書籍程度、その他では外国人観光客の利便性を理由とした道路標識の地名表記などに限定されている。
韓国では、建国直後の1948年にハングル専用法が制定され、公文書における文字はハングルのみに限定され、ただし当分の間漢字の使用を認める、と定められた。このため、公文書や教科書においては、漢字の使用はハングルのあとカッコにくくって表記する「併用」方式に制限されることとなった（例：「朝鮮語: 제주(濟州)」）。
朴正煕政権（第三共和国）下の一時期（1968年 - 1972年）、政府が学校教育カリキュラムから漢字教育を追放し、マスメディアにもハングルのみの表記を強く要求するなどの漢字排斥政策を進めた。その際、漢字存続を主張した大学教授が職を追われる事件も起きた。これに対し学界や言論界が正面から反対運動を展開したため、中等教育での漢文教育は容認されて漢文教育用基礎漢字も定められたが、その後も漢字教育への関心は低調だった。2000年より始まった第7次教育課程によって漢字教育は必須ではなくなった。
対して1998年には、漢字教育振興会を発展的に解消し全国漢字教育推進総連合会が結成された。指導者は朴正熙時代の陸軍参謀総長である李在田。全国漢字教育推進総連合会は、漢字は東洋の共通語であり、朝鮮語でも、日本語並みに漢字を使用すべきである、 小学校での漢字教育を義務付けるなどといった主張を掲げた。
2005年に国語基本法が制定され、公文書における漢字のカッコ内使用は、同法施行令11条各号の定める場合に限定されることとなった。
2014年10月、漢字教育の重要性を訴えてきた朴槿恵政権は2018年より小学3年生以上の教科書で漢字を併用する形で漢字教育を復活させることを決定したが、ハングル関連団体からの反発が上がり、韓国教育部は漢字併記から脚注での表記などに変更することを発表した。また反日感情も影響しており、反対運動からは「二つの文字を混ぜて書いている国は日本しかない。英語や中国語の文章に二重文字を使っているか。漢字を書かなくとも良い韓国語の文を、漢字を混ぜて書いて文字生活が可能になる日本語式に変えようということか」という批判もあった。
2020年12月2日、国民の力の金睿智議員ら国会議員10人が共同で、初等学校（小学校）の教科書に漢字を併記することができる内容が盛り込まれた初中等教育法の一部改正案を提出し、再び漢字論争が起こった。

### 朝鮮民主主義人民共和国
朝鮮民主主義人民共和国（北朝鮮）では1948年の建国以来、漢字は廃止されているが、恐らく1950年代後半頃から漢字教育が行われていると見られ、2016年現在も行われていることが確認されている。金日成は1964年1月3日の「朝鮮語を発展させるためのいくつかの問題」の中で「漢字を使う必要はない」としたうえで漢字問題は統一問題でのみ考えなければならないとし、すなわち廃止すれば（漢字使用がされていた当時の）韓国で出回っている出版物を読めなくなるため、一定期間漢字を学ばなければならないが、国内の出版物で使う必要はないと述べている。
そのため北朝鮮では一般に漢字は用いられず、新聞はハングル専用で漢字は全く用いられない。人名や地名の漢字表記は外国語表記として存在する。ちなみに、毛沢東から金正日に贈られた漢詩では簡体字が用いられた。
なお、金正恩の漢字表記をめぐる問題についてはこちらを参照。

## ベトナム
17世紀にフランスのカトリック宣教師、アレクサンドル・ドゥ・ロードが考案したベトナム語のローマ字転写法が、19世紀後半のフランス植民地化以降「クオック・グー（国語）」と呼ばれるようになって普及し、1919年の科挙廃止という要因もあって漢文の使用領域が狭まったため、次第に漢字使用は減少した。
1945年のベトナム民主共和国成立後、北部では公教育における漢字教育が実質的に消滅したが、南ベトナムでは1975年まで中等教育に「漢文科」が存続していた。1960年代後半のベトナム民主共和国では、漢字語を固有ベトナム語に言い換える運動が推進された。
現代のベトナムで、漢字復活の主張もない訳ではない。ホーチミン市国家大学のカオ・スアン・ハオ（高春灝）教授（言語学）は、「言語学的にはベトナム語のローマ字表記は適切ではなく、漢字と字喃（チュノム）を捨てたことは、文化的損失だ」と述べるなど、義務教育での漢字学習の必修化を求める主張もある。